# Jaroslav Šerých

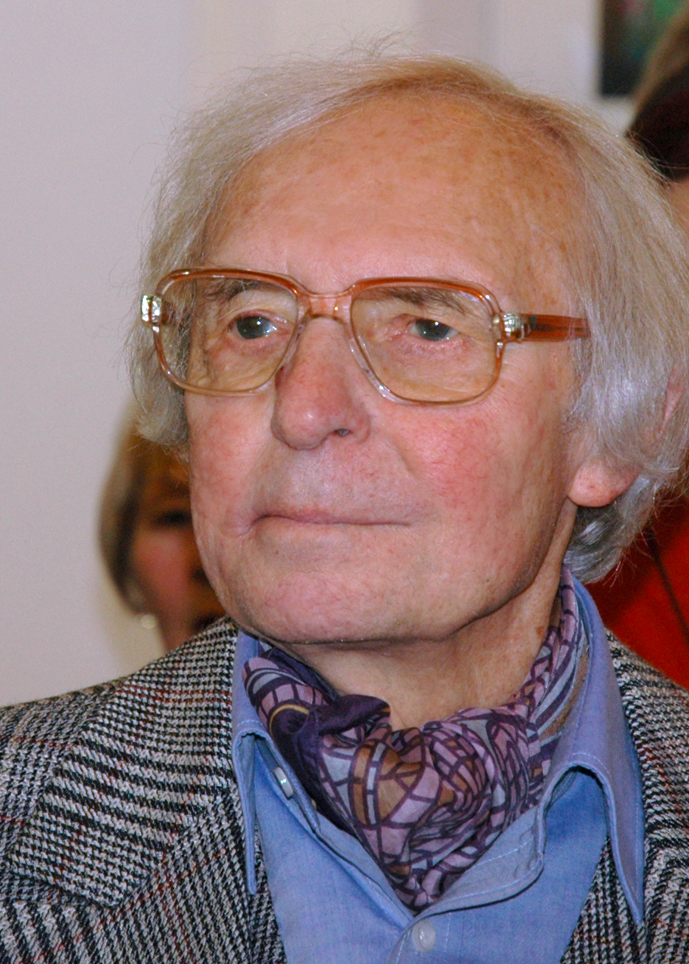
Jaroslav Šerých (2012).

Jaroslav Šerých (27 de febrero de 1928 en Nemecky Brod - 23 de marzo de 2014 en Praga) fue un pintor, grabador e ilustrador checo.

## Biografía
Jaroslav Šerých se graduó en la Academia de Bellas Artes (profesor Vlastimil Rada y Vladimír Pukl) en Praga en 1955 y trabajó allí como estudiante de investigación hasta 1960 (Profesor Vladimír Silovský).
Su trabajo se centra principalmente en la pintura, el arte gráfico, la ilustración de libros y obras monumentales en colaboración con arquitectos. Su forma única, no tradicional de la expresión artística está en obras sensibles en placas de cobre en relieve, muchas de las cuales son demasiado caras por la tecnología de esmalte vítreo. De la alta calidad de su libro ilustrado debe mencionarse, también, por la que recibió varios "Libro de las concesiones del año" de varias editoriales.
En la década de 1960 participó en numerosas exposiciones con el grupo "M 57" y la Hollar Society. Fue invitado a participar en unas doscientas exposiciones colectivas en el país y en el extranjero. Ha sido objeto de cerca de cien exposiciones individuales en Checoslovaquia / República Checa y diez en el extranjero.
Recibió la Medalla al Mérito de la República Checa por Presidente de la República Checa Václav Klaus en el Año 2008.
Šerých murió el 23 de marzo de 2014 en Praga. Tenía 86 años.